# Edvard Kocbek

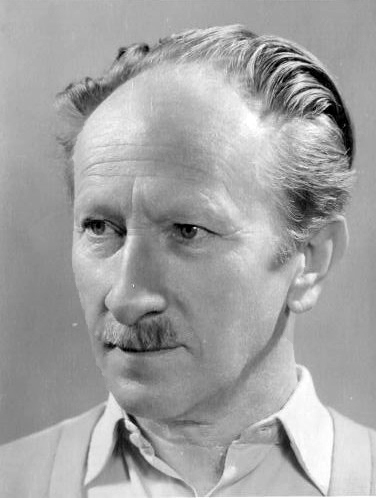
Edvard Kocbek (1930)

Edvard Kocbek (* 27. September 1904 in Sveti Jurij ob Ščavnici (St. Georgen an der Stainz) bei Maribor; † 3. November 1981 in Ljubljana) war ein bekannter slowenischer Schriftsteller und Publizist. Er wird zu den bedeutendsten Intellektuellen Sloweniens im 20. Jahrhundert gezählt.
Kocbek wurde in der slowenischen Untersteiermark geboren. Nach einem kurzen Theologiestudium im Priesterseminar in Maribor studierte er von 1927 bis 1930 Romanistik an der Universität Ljubljana. Das Studienjahr 1929/30 verbrachte er in Berlin. Während des spanischen Bürgerkrieges 1937 wandte er sich dem Linkskatholizismus zu.
Als Mittelschulprofessor und überzeugter Katholik wandte er sich nach Studien in Paris – wo er mit dem Philosophen Emmanuel Mounier in Berührung gekommen war – gegen die slowenischen Bischöfe, die im spanischen Bürgerkrieg die Faschisten unterstützten und trat für die Republik ein. Sein Essai Premišlevanije o Španiji (Gedanken über Spanien) ist eine Kritik an der katholischen Rechten in ihrer Haltung zum Faschismus.
Er trat 1941 nach dem Einmarsch der deutschen Wehrmacht im Königreich Jugoslawien den Partisanen (Osvobodilna Fronta) bei; sein „Partisanentagebuch“ gilt heute als wichtigste Quelle einer objektiven Berichterstattung über diese umstrittene Ära.
In der Darstellung seines Werkes (von Lev Detela, Wien) und der Ausgabe wichtiger Texte wird deutlich, dass der Intellektuelle von Tito missbraucht und teilweise als „nützlicher Idiot“ benutzt wurde, um die Christen in der Koalition der Volksbefreiungsbewegung zu halten.
Die Ermordung Tausender nach dem Zweiten Weltkrieg entwaffneter Domobranci (Mitglieder der slowenischen Heimwehr) im Jahre 1945 behandelte Kocbek 1951 in der Novellensammlung Strah in pogum (Furcht und Mut), deren Folge seine Entlassung als Kulturminister Jugoslawiens und ein Publikationsverbot war.
1975 nahm Kocbek in einem Interview mit Boris Pahor wiederum öffentlich zu diesen Gräueln Stellung. Die Intervention von Heinrich Böll – sein Schreiben wurde in Deutschland ediert – rettete ihn vor der Verhaftung. Der Staatssicherheitsdienst Udba sammelte über 5000 Seiten Berichte über ihn.
Kocbeks Reflexionen zum Zusammenleben von Deutschen und Slowenen und zur Rolle der „Kleinen“ in Europa erhalten gerade in der Situation der EU-Erweiterung aktuelle Bedeutung.
Der Zerfall Jugoslawiens und das Ende des Titoismus erlaubte die Neubewertung seines Schaffens.
Eine Bibliographie der Rezeption in deutschsprachigen Organen zeigt die frühe Auseinandersetzung mit seinem Werk in Österreich; seine Essays zu Kierkegaard und Karl Barth den philosophischen Diskurs jenseits der Karawanken.

## Werke
- Aschenglut. Gedichte. Hrsg. Klaus Oloft. Wiesner, Klagenfurt 1996, ISBN 3-85129-171-9.
- Berilo. Lesebuch. Hrsg. Lev Detela. Mohojeva, Klagenfurt 1997, ISBN 3-85013-473-3.
- Die Dialektik. Gedichte, dt. und slowenisch. Heiderhoff, Frankfurt 1968.
- Das schwarze Meer. Edition Thanhäuser, Ottersheim 1997.
- Strah in pogum (Dt.: Furcht und Mut. Erzählungen, 1951)
- Tovarišija (Dt.: Kameradschaft. Tagebücher, 1949)
- Roki - Hands. Pesmi - Poetry. Zweispr. Slowenisch, Englisch. Übers. Feliks J. Bister, Heribert Kuhner. Wieser, Klagenfurt 2015.